# Adriaen van Cronenburch

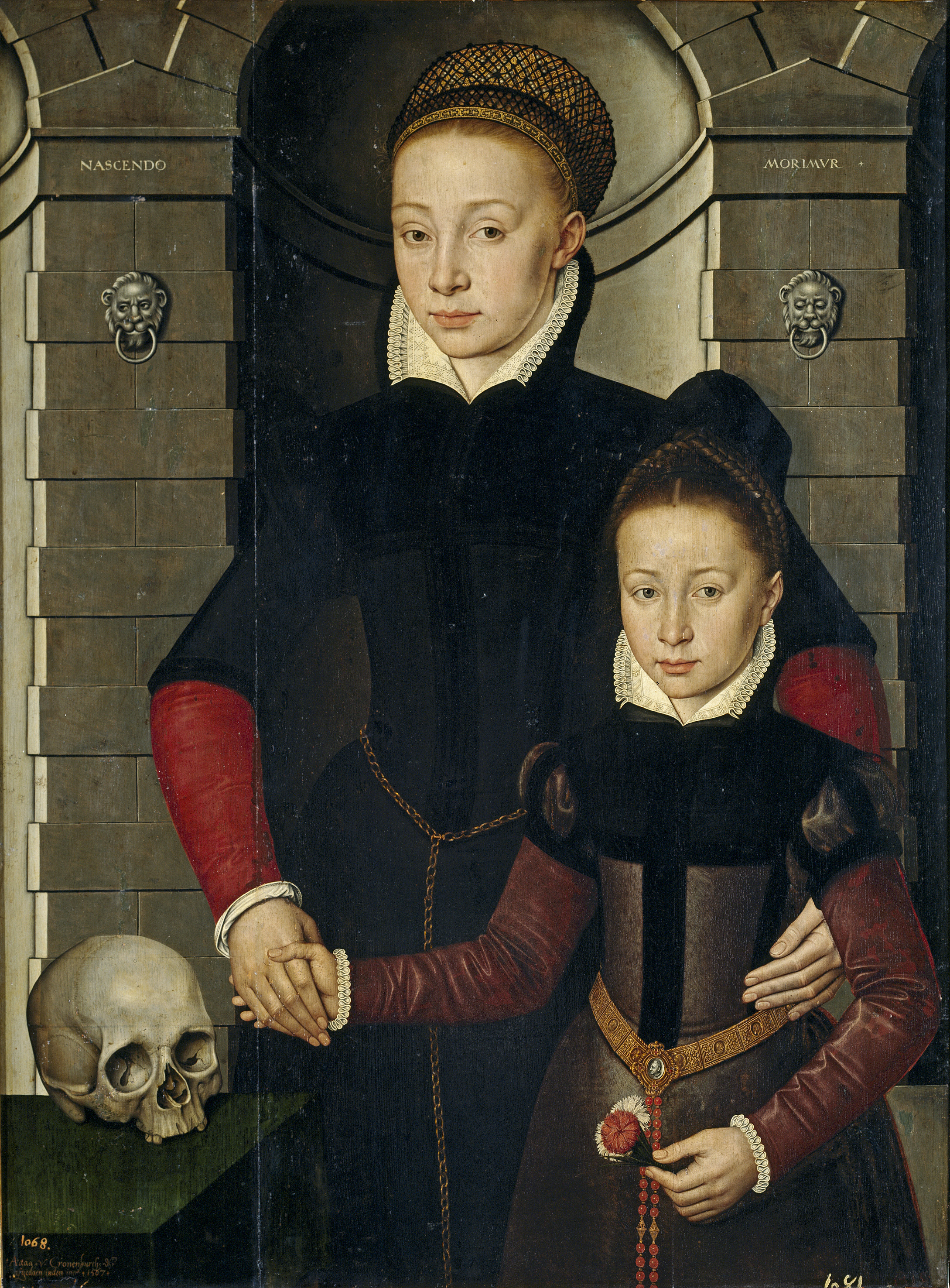
Dama y niña, según los antiguos inventarios del museo, Retrato de Ana Cronemburgh, en compañía de otra jovencita,1567, óleo sobre tabla, 107 x 78 cm, Madrid, Museo del Prado.

Adriaen van Cronenburch (también Cronenburg y Cronenburgh) (Schagen, ca. 1525–Burgum, ca. 1604) fue un pintor de los Países Bajos del Norte, especializado en retratos, género al que corresponde toda su producción conocida.
Formado posiblemente con Jan Mostaert, a quien se aproxima por estilo, Cronenburch se estableció en Frisia hacia 1547. De este momento es el primero de sus retratos fechados y firmados: el del pequeño Gerrolt Minnes van Cammingha a los seis años de edad, fechado en 1552 (Leeuwarden, Fries Museum). En 1553 se le documenta matriculado en la Universidad de Lovaina aunque no tardó en retornar a la región de Frisia donde posiblemente por mediación de un primo, emparentado con la aristocracia frisona, ocupó un cargo de funcionario municipal en Tytsjerksteradiel, convirtiéndose a la vez en el más importante retratista de la región. En 1580 hubo de exiliarse por su negativa a abandonar la Iglesia católica y a causa de su fidelidad a Felipe II. Se estableció probablemente en Groninga hasta que en 1592 fue autorizado a retornar a Frisia y se estableció en Bergum, donde todavía se le documenta en 1604, citado ya como anciano.
El Museo del Prado conserva cuatro retratos femeninos procedentes de la colección real, inventariados en 1636 en el Alcázar de Madrid como «mujeres flamencas» junto con otro cuadro de Cronenburch no conservado. Firmados y fechados dos de ellos en 1567, en su origen estaban destinados a formar parte de una misma galería de retratos como demuestra el fondo arquitectónico, común a los cuatro, en forma de arcos-hornacinas con pilastras formadas por sillares inspirados en los grabados del Libro Extraordinario de Sebastiano Serlio. La leyenda NASCENDO/MORIMVR bajo la línea de impostas de uno de estos arcos y la calavera que aparece en la misma tabla, junto con las flores que llevan algunas de las doncellas retratadas, otorgan a estos retratos el valor de alegorías morales con la alusión a la fugacidad de la vida y la fragilidad de la belleza.
La firma A.a.a.a. van Cronenburg que aparece en alguno de sus retratos, entre ellos el del niño Gerrolt Minnes y uno de los retratos del Prado, fue creída de Anna van Cronenburg (1552-ca. 1590), sobrina del pintor y al parecer pintora ella misma, hasta que A. Wassenbergh, director del Fries Museum la interpretó como un jeroglífico del nombre de Adriaen, pues las cuatro 'a' se podrían leer como 'A tres aes', que en neerlandés se pronuncia de forma parecida a  'A, drie a'en'.